# Анастасовка (Днепропетровская область)
Анастасовка (укр. Анастасівка) — село, Грузский сельский совет, Криворожский район, Днепропетровская область, Украина.
Код КОАТУУ — 1221882203. Население по переписи 2001 года составляло 152 человека.

## Географическое положение
Село Анастасовка находится на левом берегу реки Боковая, выше по течению на расстоянии в 1 км расположено село Гуровка (Долинский район), ниже по течению на расстоянии в 2,5 км расположено село Софиевка.